# Río Dílar
El río Dílar es un río del sur de España de la cuenca hidrográfica del Guadalquivir, que discurre en su totalidad por el territorio del centro de la provincia de Granada. 

## Curso
Nace en la zona occidental de Sierra Nevada, en la laguna de las Yeguas, y desemboca en el río Genil en la Vega de Granada En su recorrido atraviesa los términos municipales de Dílar, Villa de Otura, Gójar, Ogíjares, Alhendín, Las Gabias, Churriana de la Vega, Cúllar Vega, Granada y Purchil.

## Flora y fauna
La cuenca del río Dílar, al igual que la vecina cuenca del río Monachil, se caracteriza por el predominio de pastizal y matorral sin arbolado por encima de la cota de 750 m. que son aprovechados por ganado ovino y caprino El  matorral lo forman varias especies de los géneros Genista, Crataegus, Rosa, Berberis,  Lavandula, Salvia, Juniperus, Cistus, Ruscus, Rosmarinus, etc, acompañado de varias herbáceas. Como endemismos se pueden citar la Manzanilla real, el clavel de Sierra Nevada y el Te de la Sierra.
La mayoría de la superficie arbolada son masas de repoblaciones forestales en las que predominan el pino  silvestre y del negral, aunque también se encuentran masas forestales constituidas por encinas, rebollos y castaños. Finalmente, en la zona baja hay cultivos leñosos de secano con olivo y huertas de regadío con repoblaciones de chopo.